# Sóiči Noguči
Sóiči Noguči (japonsky 野口聡一, anglicky Soichi Noguchi; * 15. dubna 1965 Jokohama, Japonsko) je japonský astronaut, 435. člověk ve vesmíru, zaměstnanec japonské kosmické agentury JAXA. Ve vesmíru byl třikrát. Roku 2005 uskutečnil krátkodobý kosmický let na Mezinárodní vesmírnou stanici (ISS) v raketoplánu Discovery. V prosinci 2009 do vesmíru odstartoval podruhé, tentokrát v ruském Sojuzu, na půlroční misi na ISS. Potřetí se do vesmíru dostal v listopadu 2020 na palubě soukromé lodi Dragon společnosti SpaceX, opět při půlroční misi na ISS. Stal se tak třetím člověkem, který letěl do vesmíru ve třech různých typech vesmírných lodí. Celková délka jeho letů dosáhla 344 dní, 9 hodin a 34 minut, celková délka čtyř výstupů do volného prostoru pak dosáhla 27 hodin a 1 minuty. Sóiči Noguči je ženatý, má tři děti.

## Život

### Inženýr
Sóiči Noguči se narodil v Jokohamě, dětství prožil v blízkém městě Čigasaki. Vystudoval letecké inženýrství na Tokijské univerzitě – bakalářem se stal roku 1989, magistrem roku 1991. Po škole pracoval ve společnosti Ishikawajima-Harima Heavy Industries (IHI).

### Kosmonaut
V květnu 1996 byl vybrán mezi astronauty oddílu JAXA. Od srpna 1996 procházel všeobecným výcvikem v Johnsonově středisku NASA v Houstonu. V dubnu 1998 získal kvalifikaci letového specialisty raketoplánu. Poté zůstal v Houstonu v oddělení užitečného zatížení a modulů (Astronaut Office Payloads/Habitability Branch). Červenec a srpen 1998 strávil na stáži ve Středisku přípravy kosmonautů (CPK) ve Hvězdném městečku.

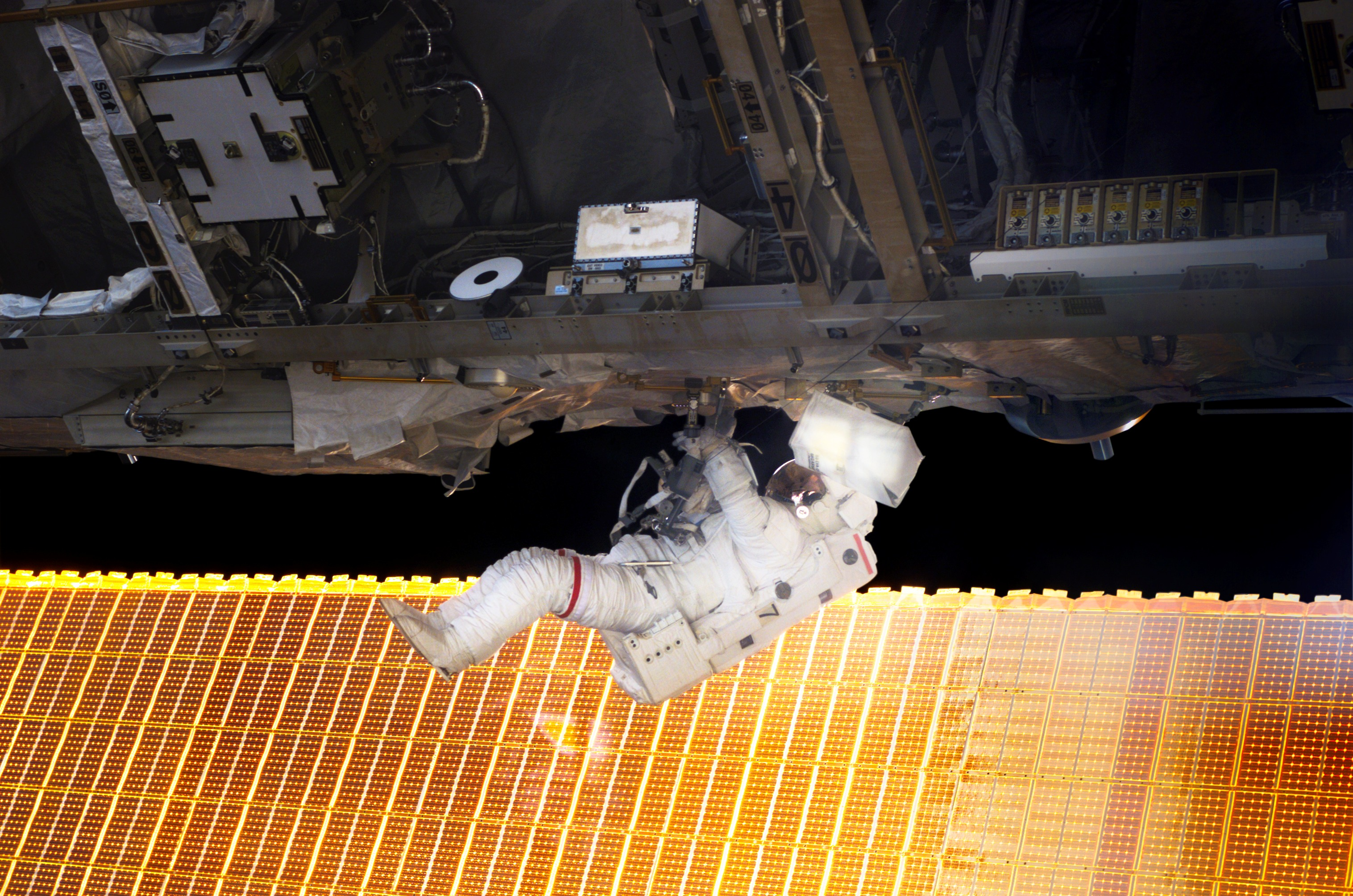
Sóiči Noguči během svého prvního výstupu do vesmíru, 30. července 2005

V dubnu 2001 byl určen do posádky letu STS-113 plánovaného na červenec 2002, později byl přeřazen na let STS-114 určený na duben 2003. Po mnoha odkladech vzlétl raketoplán Discovery k Mezinárodní vesmírné stanici (ISS) až 26. července 2005 ve 14:39:00 UTC. Během letu provedl Noguči se Stephenem Robinsonem tři výstupy do otevřeného vesmíru s celkovou délkou 20 hodin a 5 minut. Let skončil přistáním na Edwardsově letecké základně 9. srpna 2005 ve 12:11:22 UTC, trval tedy trval 13 dní, 21 hodin a 32 minut.
Od ledna 2006 se Noguči v CPK připravoval na dlouhodobý let na ISS, v srpnu 2006 byl předběžně určen náhradníkem Kóiči Wakaty v Expedici 16 na ISS a zahájil přípravu na let Sojuzem, ale záhy byl z posádky odvolán. Ve dnech 16.–27. ledna 2007 absolvoval s Saližanem Šaripovem výcvik k přežití v lesích za Moskvou. Od února 2007 se vrátil k roli náhradníka Wakaty, tentokrát v Expedici 18, se startem v březnu 2009.
V květnu 2008 JAXA oznámila zařazení Nogučiho do posádky Expedice 22/23 se startem v Sojuzu TMA-17 v prosinci 2009. Ke stanici odstartoval s kolegy Olegem Kotovem a Timothy Creamerem 20. prosince 2009 ve 21:52 UTC z Bajkonuru, Trojice po pobytu na ISS přistála na Zemi 2. června 2010 v 03:25 UTC, její let tak trval 163 dní, 5 hodin a 33 minut.
Dne 31. března 2020 byl Noguči vybrán na let SpaceX Crew-1, půlroční misi na ISS v rámci Expedice 64 a zároveň první řádný let lodi Dragon společnosti SpaceX. Posádka, jejímiž členy se dále stali Michael Hopkins, Victor Glover a Shannon Walkerová, do vesmíru odstartovala z Kennedyho vesmírného střediska 16. listopadu 2020 v 00:27 UTC. Po připojení k ISS se stala součástí Expedice 64. Noguči během pobytu na ISS uskutečnil 1 výstup do volného prostorus Kathleen Rubinsovou o délce 6 hodin a 56 minut. Posádka Space Crew-1 na ISS zůstala ještě dva týdny od zahájení nové Expedice 65 a pak ve své lodi přistála v Mexickém zálivu nedaleko pobřeží Floridy 2. května 2021 v 6:56 UTC, tedy po 167 dnech, 6 hodinách a 29 minutách letu.